# 具英成
具 英成（グ・ヨンソン、ぐ えいせい）は、日本の医師、医学者。公益財団法人甲南会理事長、甲南医療センター院長。日本消化器外科学会名誉会長、日本癌治療学会名誉会員、日本消化器病学会功労会員、日本外科学会特別会員、日本肝胆膵外科学会特別会員などを歴任。

## 人物

### 幼少期～青年期
島根県に林業を営む父を持ち、10人兄弟の8番目として生まれる。在日2世であったため、露骨な民族差別を受けたものの、両親や兄弟に守られ、さほどダメージはなかった。長兄が今なら助かる事故で亡くなり、母が深い悲しみを抱いていたことや、医療の重要さを思い知ったこと、医者になることを兄弟から強く勧められたことがきっかけで医学に興味を持つ。高校2年生のとき医者になる決意を固める。高校までは日本名で通したが、大学入学時に本名に変えた。

### 神戸大学時代
1977年神戸大学医学部卒業。1990年英国ケンブリッジ大学へ留学。30年以上にわたり、消化器を専門とする外科医師として神戸大学に在籍。2017年、 一般財団法人甲南会甲南病院院長就任。日本消化器外科学会消化器外科認定医、消化器外科指導医、消化器外科専門医、消化器がん外科治療認定医、日本消化器病学会消化器病指導医、消化器病専門医、日本肝臓学会肝臓指導医・肝臓専門医、日本移植学会移植認定医、日本肝胆膵外科学会肝胆膵外科高度技能指導医、日本胆道学会認定指導医。2007年に神戸大学大学院肝胆膵外科学教授に就任。先端技術を駆使した肝胆膵がん治療のエキスパートとして、多数の手術を手掛ける。
外科手術と独自に開発した化学療法を組み合わせた「2段階治療」で数多くの難手術を成功させた。2006年8月、ハーバード大学病院でも治療不可とされた末期肝臓がんの米国人男性の手術を成功させ、内外の医療関係者から「ゴッドハンド」と注目された。「2段階治療」とは、肝臓全体の7割近い患部の切除手術を施した上で、残りの部分に集中的な化学療法を行う。抗がん剤をカテーテルで肝臓に注入しながら、肝静脈から血液を抜き取り、余分な抗がん剤を除去した上で全身に戻すために副作用が大幅に軽減できる。そのため、通常の10倍の抗がん剤を肝臓に投与できる。この方法で、進行肝臓がんの治療成績を一段階引き上げることができた。具らは、「肝灌流」（PIHP（経皮的肝灌流化学療法））と名づけたこの治療方法を、10年間の実験、臨床研究を繰り返し確立した。1992年にこの治療を始め、肝臓がん患者に対し42例の手術を行い、1年生存率は84％、5年生存率を37％の結果を出した。

### 甲南医療センター病院長就任後
2017年、具は甲南医療センター病院長に就任すると、最初に甲南病院と六甲アイランド甲南病院の垣根を取り払うことに取り組んだ。母体は同じであるにもかかわらず、独立して機能していた両院の一体化を図り、リニューアルを機に、急性期医療は甲南医療センターへ、地域包括医療、回復期リハビリテーションは六甲アイランド甲南病院へと集約させた。その狙いは、高度急性期だけでなく回復期においても高レベルの医療を提供することで、患者の社会復帰まで切れ目のない手厚い医療支援の実現のためであった。このため、開設した29の診療科及び3つの専門センターの中核には神戸大学との循環型の教育システムを活用。ベテランの医師、理学療法士などレベルの高い医療人を結集させ、専門集団を多数配置し、急性期を脱した後も回復期リハビリテーションが行える体制を整備した。役割分担のすみ分けのほか、両院を結ぶくるくるバスによる交通の利便性の向上も行い、連携をさらに強化した。

### 医療理念
具の医療に対する理念は、"医療の土台は人の手で温かく接すること"が重要と考え、「心技一体」を行動指針に掲げている。行間を読む能力を培うことを重視し、若いうちにロジックを鍛え、医療だけでなく文化人類学的な教養を深めることで、「価値のある医療」と「人間を不幸にする医療」とを判別できるようになると考える。また、医師は決して特権的な職業ではなく、社会的な使命感と倫理観を持ち、市民の目線に立つべきと発言している。見込みがあり伸びて欲しいと思った相手に対しては、厳しい自己研鑽を要求する。同センターは神戸大学医学部出身の学生、初期臨床研修医の間では、希望病院のトップに入っており、近畿地区700人の医師向け医学・医療情報サイト会員へのアンケート「働きたい病院」トップ30では、神戸市立医療センター中央市民病院に続き兵庫県内では唯一、「甲南病院」（2019年9月13日現在）が11位にランクインされた。
「医療」をキーワードとして東灘地域の文化を発信する活動にも注力。東灘の各大学、東灘区役所、医師会、歯科医師会が協力し人材育成と地域の健康増進を目的として「東灘次世代医療人材育成コンソーシアムを」設立。新型コロナ禍でワクチンの職域接種をいち早く実施させた。

## 略歴
- 1977年 - 神戸大学医学部卒業。神戸大学医学部附属病院医員（研修医）。
- 1981年 - 1982年10月、米国留学。University of Tennessee, Department of Biochemistry。
- 1987年 - 神戸大学医学部附属病院助手。
- 1990年 - 英国ケンブリッジ大学へ留学。
- 1992年 - 神戸大学医学部附属病院講師（外科学第1講座）。
- 1999年 - 神戸大学医学部助教授（外科学第1講座）。
- 2005年 - 神戸大学先端医療探索応用分野・肝臓移植外科教授就任。
- 2007年 - 同大学院肝胆膵外科学教授（肝胆膵外科学分野教授、外科学講座主任教授併任）。先端技術を駆使した肝胆膵がん治療のエキスパートとして、多くの手術を行う。
- 2011年 - 神戸大学教育研究評議会評議員（併任）（-2014年）
- 2012年 - 同大学附属病院移植医療部長に就任（-2016年）。
- 2017年 - 一般財団法人甲南会甲南病院院長就任。神戸大学名誉教授。一般財団法人甲南会法人本部長（併任）。
- 2023年 - 12月19日、「甲南医療センター」の専攻医が過労自殺した問題で、西宮労働基準監督署は、運営法人「甲南会」と 具及び専攻医の直属の上司だった医師を労働基準法違反容疑で神戸地検に書類送検する方針を固めたことが報じられる[7]。

出典